# Instituto Literario de Yucatán
El Instituto Literario de Yucatán fue una de las instituciones docentes fundamentales en el sistema educativo superior del estado de Yucatán, México. Creado por decreto gubernamental durante la administración del gobernador Manuel Cepeda Peraza el 18 de julio de 1867, el Instituto Literario inició su funcionamiento el 15 de agosto del mismo año. Es el antecedente de la Universidad del Sureste, de la Escuela Preparatoria Uno, y por ende de la Universidad Autónoma de Yucatán.

## Datos históricos
El antecedente más remoto del Instituto Literario fue el Colegio de San Francisco Javier, establecido por Cédula Real de Felipe III con fecha del 16 de julio de 1611, aunque su apertura fue demorada hasta el año de 1618. El principal promotor del Colegio fue el capitán Martín del Palomar, quien legó un predio situado una esquina al norte de la Catedral, cuyo solar abarcaba lo que hoy conocemos como Iglesia de la Tercera Orden, el Callejón del Congreso y el Teatro Peón Contreras. En 1624 se le dio el título de Universidad que fue cerrada en 1767 a causa de la expulsión de los dominios españoles por el Rey Carlos III, de la Compañía de Jesús. A raíz de esto la educación media y superior fue totalmente adscrita al Seminario Conciliar de San Ildefonso, institución también confesional fundada en 1751 por los franciscanos.
Ya en el México independiente, la primera institución educativa superior establecida en Yucatán fue la  Universidad Literaria. Creada en 1824 por las leyes de Instrucción Pública expedidas por el Congreso Republicano aunque esta estuvo aún adscrita al Seminario Conciliar de San Ildefonso que aún tenía carácter confesional. En ese entonces la educación superior en Yucatán carecía de las cátedras básicas de medicina, ingeniería y jurisprudencia.
En 1832, el gobernador José Segundo Carvajal promulgó un decreto mediante el cual se creaba el Instituto Científico y Literario de Yucatán en la ciudad de Mérida. En él se impartirían cátedras de lengua castellana, gramática general, inglés, francés, latín, lógica, matemáticas, historia, geografía entre otras.  En 1833 sobrevino una terrible epidemia de cólera y, en octubre de ese mismo año, hubo un cambio de gobernador. El Instituto nunca fue establecido.
El primero de septiembre del año de 1857, Honorato Ignacio Magaloni abrió el Liceo Científico Comercial, liceo laico de primera y segunda enseñanza, que habría de extinguirse en 1866.
En 1859 se fundó el Liceo Comercial y, en el año de 1862, se creó el Colegio Civil Universitario, precursor del Instituto Literario del Estado, respondiendo a la necesidad de la instrucción laica en el estado de Yucatán.

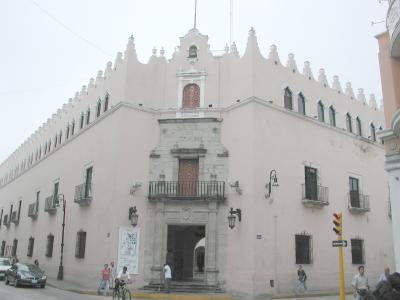
Fachada principal del edificio de la Universidad Autónoma de Yucatán ubicado en el centro (Calle 60 con 57) de la Ciudad de Mérida.

El 18 de julio de 1867 el general Manuel Cepeda Peraza firmó el decreto fundacional del Instituto iniciándose así la enseñanza superior, laica y liberal a cargo del Estado en Yucatán. Inició su funcionamiento el 15 de agosto del propio año en el local del Colegio de San Pedro (actual edificio emblemático de la Universidad Autónoma de Yucatán). La vida del Instituto se prolongó hasta el año de 1922, en que fue creada la Universidad Nacional del Sureste, durante el gobierno socialista de Felipe Carrillo Puerto, antecedente inmediato de la actual Universidad Autónoma de Yucatán.
El legado material de que fue dotado en su fundación el Instituto Literario estuvo integrado por los activos del extinto Colegio Civil Universitario, entre los que se encontraban los de la Comisión Científica, que había sido creada por el Comisario Imperial, representante en Yucatán del segundo imperio mexicano. Las escuelas que lo conformaron originalmente fueron: la Escuela Preparatoria, la Escuela Especial de Medicina, la de Cirugía y Farmacia, la Escuela Especial de Jurisprudencia y Notariado y la Escuela Normal de Profesores, creada en 1868. 
El 25 de marzo de 1922, el gobernador Felipe Carrillo Puerto, a instancias del secretario de Educación Pública federal, José Vasconcelos, decretó la conversión del Instituto Literario en Escuela Preparatoria, para dar paso en la misma legislación a la creación de la Universidad Nacional del Sureste. Era parte de un plan, a nivel nacional, para crear diversas Universidades Regionales en todo México. Esta última después se convertiría en la Universidad del Sureste, después en la Universidad de Yucatán y por último en la Universidad Autónoma de Yucatán, su nombre actual.

## Algunos rectores o directores
El primer director del Instituto Literario y al mismo tiempo autor de su reglamento interno fue Olegario Molina Solís, quien más tarde sería gobernador de Yucatán.
Después de él fueron nombrados connotados yucatecos para dirigir la que entonces era la máxima casa de estudios del estado y de la región. Destacan entre otros: Diego Peniche Vega, sucesor de Olegario Molina; Serapio Baqueiro Preve; Agustín Vadillo Cicero (1895); Óscar Ayuso O'Horibe, durante la administración de Salvador Alvarado; Julio Rendón; Manuel Castilla Solís (1917 a 1919); Conrado Menéndez Mena (hijo de Rodolfo Menéndez de la Peña), quien sería el último director del Instituto en 1922, antes de su conversión en Escuela Preparatoria y de la creación de la Universidad Nacional del Sureste.